# Gmina Torsby
Gmina Torsby (szw. Torsby kommun) – gmina w Szwecji, w regionie Värmland, z siedzibą w Torsby.
Pod względem zaludnienia Torsby jest 170. gminą w Szwecji. Zamieszkuje ją 13 086 osób, z czego 49,48% to kobiety (6475) i 50,52% to mężczyźni (6611). W gminie zameldowanych jest 532 cudzoziemców. Na każdy kilometr kwadratowy przypada 3,13 mieszkańca. Pod względem wielkości gmina zajmuje 23. miejsce.